# Elezioni generali in Guinea Equatoriale del 2022
Le elezioni presidenziali in Guinea Equatoriale del 2022 si sono tenute il 20 novembre per eleggere il Presidente del paese, nonché per rinnovare i 170 seggi del Parlamento nazionale.
Originariamente previsto per il 2022 solo il rinnovo parlamentare, con le elezioni presidenziali che si sarebbero dovute tenere nel 2023, nel settembre 2022 il Parlamento ha approvato una proposta per fondere le elezioni a causa di ristrettezze e vincoli economici.
Senza molte sorprese, anche per via della natura dittatoriale dello stato, l’uscente Teodoro Obiang Nguema Mbasogo, in carica dal 1979, è stato rieletto presidente con il 97% dei voti. Nel frattempo, in seguito alla fine dello spoglio dei risultati delle contemporanee elezioni parlamentari, il Governo ha annunciato che il Partito Democratico della Guinea Equatoriale ha altresì ottenuto tutti gli scranni parlamentari.

## Risultati
NOTA: I dati comunicati dal Governo, per quanto tacitamente ritenuti “veritieri” ai fini enciclopedici, sono fra loro altamente contraddittori e manipolati, non corrispondendo, con quasi assoluta certezza (e secondo i pareri di molte note organizzazioni internazionali), alla realtà.

### Presidenziali
| Teodoro Obiang Nguema Mbasogo     | Partito Democratico della Guinea Equatoriale | 405 910 | 97,00  |  |  |  |  |  |
| Andrés Esono Ondó                 | Convergenza per la Socialdemocrazia          | 9 684   | 2,31   |  |  |  |  |  |
| Buenaventura Moswi M´Asumu Nsegue | Partito della Coalizione Socialdemocratica   | 2 855   | 0,68   |  |  |  |  |  |
| Totale                            | Totale                                       | 418 449 | 100    |  |  |  |  |  |
|                                   |                                              |         |        |  |  |  |  |  |
| Schede bianche                    | Schede bianche                               | 803     | 0,19   |  |  |  |  |  |
| Schede nulle                      | Schede nulle                                 | 1 264   | 0,30   |  |  |  |  |  |
| Votanti                           | Votanti                                      | 420 516 | 100,17 |  |  |  |  |  |
| Elettori                          | Elettori                                     | 419 817 |        |  |  |  |  |  |

### Parlamentari
| Liste                                        | Seggi  | Seggi  |
| Liste                                        | Camera | Senato |
| -------------------------------------------- | ------ | ------ |
| Partito Democratico della Guinea Equatoriale | 100    | 55     |
| Convergenza per la Socialdemocrazia          | 0      | 0      |
| Partito della Coalizione Socialdemocratica   | 0      | 0      |
| Membri designati                             | -      | 15     |
| Totale                                       | 100    | 70     |